# Heinrich Kaspar Schmid
Heinrich Kaspar Schmid, född den 11 september 1874 i Landau, död den 8 januari 1953 i Geiselbullach, var en tysk tonsättare.
Schmid, som var utbildad vid Münchens musikakademi, blev 1905 lärare och 1919 professor där och 1921 direktör för konservatoriet i Karlsruhe, där han även dirigerade ett stort körsällskap och ledde en kammarmusikförening. År 1924 överflyttade han till motsvarande ställning i Augsburg, på vilken han stannade till 1931. Han gjorde sig ett namn som efterromantisk tonsättare med en mängd solosånger samt körer, pianostycken och kammarmusikverk (bland annat en blåsarkvintett). 